# Pedagoška fakulteta v Somborju
Pedagoška fakulteta (izvirno srbsko Pedagoški fakultet u Somboru), s sedežem v Somborju, je fakulteta, ki je članica Univerze v Novem Sadu.
Trenutni dekan je prof. dr. Dragan Soleša. 